# Megaselia incontaminata
Megaselia incontaminata är en tvåvingeart som först beskrevs av Schmitz 1926.  Megaselia incontaminata ingår i släktet Megaselia och familjen puckelflugor. Inga underarter finns listade i Catalogue of Life.